# Готфрид фон Марщетен
Готфрид фон Марщетен (на немски: Gottfried von Marstetten; † сл. 1195) от фамилията на „господарите, гарфовете и маркграфовете фон Урзин-Ронсберг“, е граф на Марщетен (до Айтрах в Баден-Вюртемберг).

## Произход
Той е единственият син на Руперт фон Марщетен и Ронсбург († сл. 1166) и съпругата му с неизвестно име. Внук е на Руперт фон Урзин († 17 юли сл. 1130) и съпругата му Ирмингард фон Калв († 13 януари 11??).
Замъкът Марщетен е построен през 11 век от клон на маркграфовете фон Урзин-Ронсберг. През Тридесетгодишната война (1618 – 1648) замъкът е разрушен от шведската войска и след това отново е построен.

## Фамилия
Готфрид фон Марщетен се жени за сл. 1176 г. за Ита фон Тирщайн-Хомберг († 19 август 1200?), вдовица на Дитхелм IV фон Тогенбург  († сл. 1176), дъщеря на граф Вернер I фон Тирщайн-Хомберг († сл. 1154) и дъщерята на граф Фридрих I фон Цолерн († ок. 1139) и Удилхилд фон Урах-Детинген († 1134). Те имат един син:
- Готфрид II фон Марщетен († сл. 1239), женен за Берхта фон Балсхайм († сл. 1239), дъщеря на Рудолф фон Кирхберг († сл. 1192), внучка на граф Хартман III фон Кирхберг-Балсхайм-Алпгау († сл. 1198). Те имат две дъщери:
  - Берхта фон Марщетен (* пр. 1240; † сл. 1259), омъжена за граф Бертхолд II фон Нойфен-Марщетен († сл. 1268/сл. 1274)
  - дъщеря, омъжена за граф Ото V фон Бранденбург († 23 юли 1296)